# ラブ★スマッシュ!5 〜テニスロボの反乱〜
『ラブ★スマッシュ!5　〜テニスロボの反乱〜』は、2003年11月13日にディースリー・パブリッシャーが発売したPlayStation 2用のテニスゲームである。開発はヒューネックス。
SIMPLE2000シリーズ Ultimateで発売されていた『ラブ★スマッシュ!』の続編にあたる。
また、2005年6月23日にはリメイク版として、SIMPLEシリーズ Ultimateの第26作目にあたる『ラブ★スマッシュ!5.1　〜テニスロボの反乱〜』（以下『5.1』と表記）が販売されている。

## 概要
廉価ソフト群であるSIMPLEシリーズの一作として発売された前作の直接的な続編であるが、今作はフルプライス作品として発売された。
キャラクター面では前作の男性キャラクターは全廃されて女性キャラクターのみが全員引き継がれ、新キャラクターを含む全てのキャラクターが女性となったことが大きな特徴である。
リメイク版である『5.1』ではSIMPLEシリーズへの回帰に伴う価格低下のほか、キャラクターモデリングやゲーム操作に大きく改変が加えられている。又、前々作から長かったロード時間が改善され、ゲーム起動時に流れていたオープニングムービーは削除された(但しギャラリーのムービーはオリジナル版同様収録されており視聴が可能。キャラのデザインはオリジナル版のままである)。

## ストーリー
前作と比較してムービーや会話デモなどストーリー面での演出が強化されており、「テニスで熾烈な戦闘」というシュールな世界観を維持しながら、一部のキャラクターにはややシリアスな背景が脚色されている。
時系列は前作の1年後にあたる。前作で行われた「裏テニス大会」に続き、前大会を知る謎の人物が新たな大会を主催、招待状が送られた。各プレイヤーはそれぞれに目的を持ち、大会に出場する。

## ゲームシステム
基本的なゲームの流れは前作と同様であるが、「ストーリー」では操作キャラクターを除くほぼ全員と戦っていた前作に対し、数名のランダムに選ばれたキャラクターと対戦するようになった。ただし、固定された最終ボスやシナリオ上高い関連を持つキャラクターとは必ず対戦することになる。
前作にも存在した必殺技はゲージが2段階に溜まるようになり、1段階分消費する「必殺ショット」と2段階分消費する「超必殺ショット」の二種類を使用できるようになった。
「ギャラリー」ではキャラクターの鑑賞のほかに、BGMの視聴などもできるようになっている。これらのおまけ要素は後のシリーズにも登場する。

## 登場キャラクター
呉美齢（うー めいりん）：中国
声 - 野田順子
19歳 身長158cm B90･W58･H86
必殺ショット：背転球/爪痕球
実の父親の失踪に裏組織が関わっていることを知り、手掛かりを求めて再び大会に出場する。
双葉理保（ふたば りほ）：日本
声 - 後藤邑子
必殺ショット：ミラクルドリーム/ワンダフルカーニバル
17歳 身長160cm B95･W59･H85
半年ぶりのオフにもかかわらず、なぜかまた事務所に招待状が届き仕事として半ば嫌々ながら参加することに。
ツェツィーリア・ロートリンゲン：ドイツ
声 - 金月真美
21歳 身長170cm B85･W56･H85
必殺ショット：スパイラルタイフーン/トルネードカウンター
父が裏組織に一部関与していることを知り、警察への捜査協力と父の目を覚ますため大会に参加する。
ジェニー・フォスター：アメリカ
声 - 永島由子
24歳 身長165cm B95･W57･H88
必殺ショット：エリアルカウンター/ソニックジャベリン
前大会での敗北での屈辱が忘れられず、激しいテニス修行を経て再び大会に出場する。
ブルー：不明（ロシア系）
声 - 藤巻恵理子
15歳 身長150cm B70･W54･H72
必殺ショット：バニッシュストライク/スピンスター
前大会後に組織を抜けたが、組織に追われる身となったことから組織の壊滅を目論み大会に参加する。
マリー・ホワイトヘッド：イギリス
声 - 有島モユ
15歳 身長152cm B78･W53･H80
必殺ショット：ダイレクトドロップ/イリュージョンドロップ
裏組織に所属する少女。組織の影響で幼少時のまま心の成長が止まっている。ツェツィーリア抹殺の命を受け大会に参加。
ベッキー・ウィリアム：イギリス
声 - 野中藍
18歳 身長162cm B90･W56･H84
必殺ショット：スイープショット/グレートスイーパー
ロートリンゲン家のメイド。どこか天然な性格で、ツェツィーリアの父の命により彼女を連れ戻すために出場する。
シルビア・ヴァレンタイン：アメリカ
声 - 浅野真澄
20歳 身長173cm B97･W58･H89
必殺ショット：ヴァーティカルループ/ワイルドローリング
人気モデル。彼氏がのめり込んでしまった双葉理保に嫉妬し、自分の方が優れたモデルであることを示すため参加する。
本条こづえ（ほんじょう こづえ）：日本
声 - 広橋涼
17歳 身長162cm B85･W59･H83
必殺ショット：忍法夢想幻舞/忍法夢想乱舞
アイドルを志望するくノ一。双葉理保のようなアイドルになるため、理保を観察する一環として出場する。
ルビー：ブラジル
声 - 白石涼子
21歳 身長167cm B89･W62･H90
必殺ショット：ソリッドシュート/フォーリーフクローバー
裏組織の秘密工作員。元相棒であったブルーを抹殺する命を受け、大会で待ち伏せを行うことにした。
D3PO-2：不明
声 - 進藤尚美
製作より2ヶ月
必殺ショット：No.11/No.50
隠しキャラクター。裏組織の誇るロボット工作員。
ハイラン：不明
声 - 鈴木麻里子
必殺ショット：スプラッシュサンダー/ストリームサンダー
隠しキャラクター。裏組織の幹部。
ナレーション/審判
声 - 郷里大輔